# Teatro Filarmonico
El Teatro Filarmonico és el principal teatre d'òpera de Verona. És propietat de l'Accademia Filarmonica di Verona, des de la seva fundació, però és utilitzat per la Fondazione Arena di Verona com a seu de temporada d'òpera d'hivern.

## Estrenes absolutes
- 1732: La fida ninfa d'Antonio Vivaldi
- 1735: L'Adelaide d'Antonio Vivaldi
- 1735: Bajazet d'Antonio Vivaldi
- 1737: Catone in Utica d'Antonio Vivaldi
- 1741: Artaserse de Pietro Chiarini
- 1742: Amor fa l'uomo cieco de Pietro Chiarini
- 1743: Il Ciro riconosciuto de Pietro Chiarini
- 1743: I fratelli riconosciuti  de Pietro Chiarini
- 1744: Tigrane de Daniel Dal Barba
- 1744: Meride e Salimunte  de Pietro Chiarini
- 1744: Alessandro nelle Indie de Pietro Chiarini
- 1748: Lo starnuto d'Ercole de Daniel Dal Barba
- 1749: Il finto Cameriere de Daniel Dal Barba
- 1750: Ciro in Armenia de Daniel Dal Barba
- 1751: Artaserse de Daniel Dal Barba
- 1754: Lucio Vero de Davide Perez
- 1761: Alessandro nelle Indie de Daniel Dal Barba
- 1775: Isola di Calipso de Giuseppe Gazzaniga
- 1901: Le maschere de Pietro Mascagni
- 1997: Il gatto con gli stivali de Marco Tutino
- 2008: Nixon in China de John Adams (estrena italiana)
- 2008: Il Maestro di Go de Alessandro Melchiorre.